# Linköpings yttre ringled

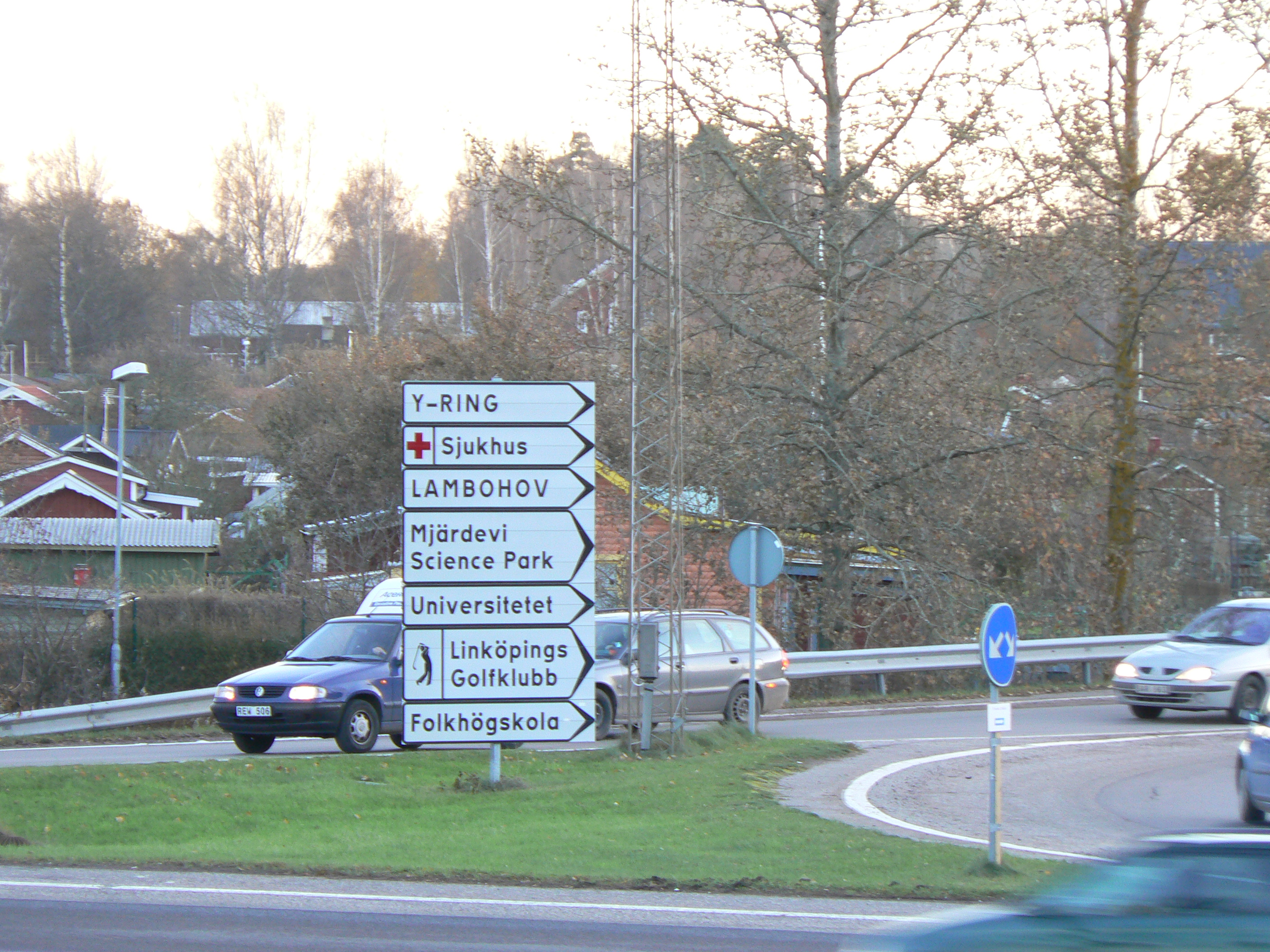
Y-ringskyltning vid Universitetsvägens utfart ur Vallarondellen, november 2006.

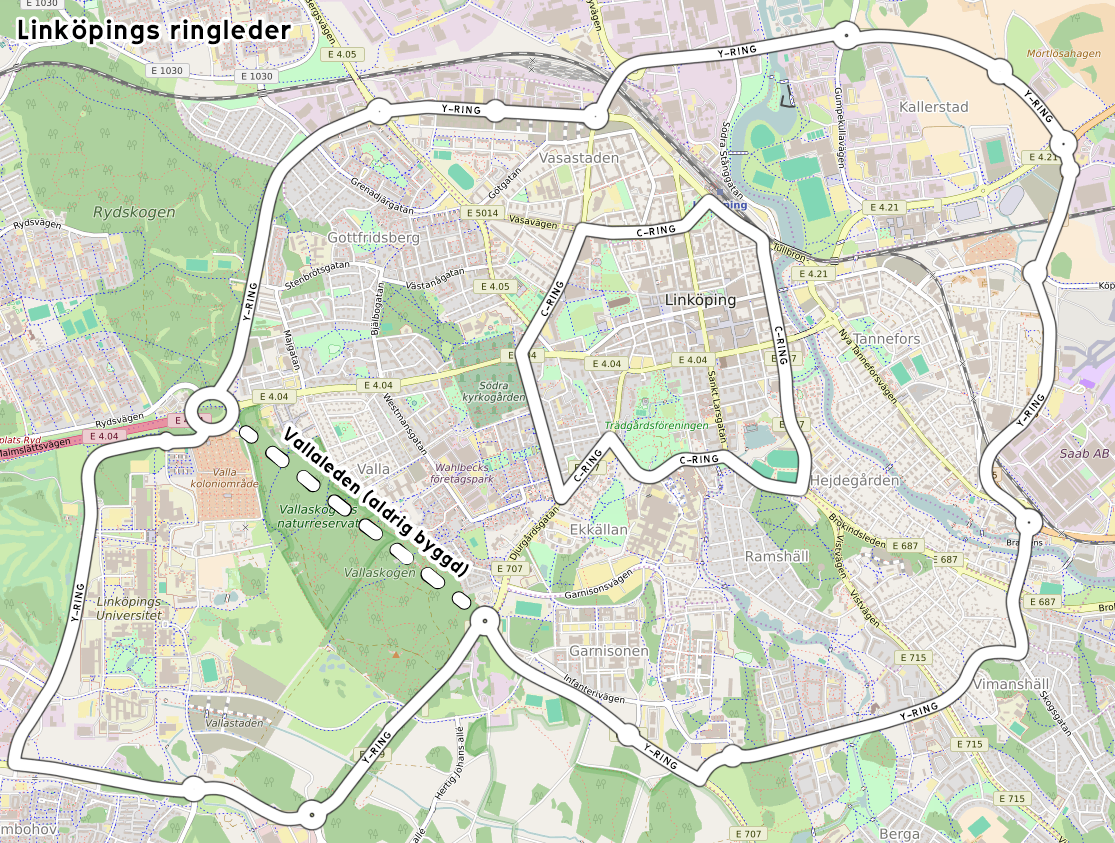
Karta över Linköpings ringleder, inklusive den aldrig byggda Vallaleden.

Linköpings yttre ringled, skyltad Yttre ring, Y-ring och Y, utgörs av ett antal större vägar i Linköpings yttre stadsdelar. Till den hänvisas fordon i trafik mellan områden och utfartsvägar på olika sidor om de centrala stadsdelarna. E4 ingår inte i ringleden utan passerar staden ännu längre utanför. De norra delarna av ringleden har emellertid ingått i en tidigare E4-genomfart. Vallaleden skulle ha ingått, om den hade byggts. Den hade väsentligt förkortat sträckan mellan Vallarondellen och Garnisonsrondellen, men hade gjort intrång i Vallaskogen och röstades ner vid en kommunal folkomröstning 1989. Linköping har även en inre "C-ring".
Sedan maj 2013 har ringleden fått en ny, östligare sträckning mellan Braskens bro och Kallerstadsrondellen, då den nybyggda Råbergaleden öppnades.
Vägar och knutpunkter (medsols):
|  | Nr | Namn                                                      | Skyltning                                       |
|  | -- | --------------------------------------------------------- | ----------------------------------------------- |
|  |    | Vallarondellen                                            | E4.04, 5000, 5003, 5030                         |
|  |    | Industrigatan                                             | 5003                                            |
|  |    | Bergsrondellen                                            | E4.05, 5003                                     |
|  |    | Industrigatan                                             | 5003                                            |
|  |    | Steningeviadukten                                         | 5010                                            |
|  |    | korsningen Steningeviadukten/Kallerstadsleden/Tornbyvägen | 5010, 5012                                      |
|  |    | Kallerstadsleden                                          | 5010                                            |
|  |    | Gumpekullarondellen                                       | 1057, 5010                                      |
|  |    | Kallerstadsleden                                          | 5010                                            |
|  |    | Kallerstadsrondellen                                      | E4.21, 35, 5010                                 |
|  |    | Råbergaleden                                              | 35                                              |
|  |    | Köpetorpsrondellen                                        | 35                                              |
|  |    | Råbergaleden                                              | 35                                              |
|  |    | Saabrondellen                                             | 35                                              |
|  |    | Söderleden                                                | 5024, korsningar med 687 och 715                |
|  |    | korsningen Söderleden/Haningeleden                        | 707, 5024                                       |
|  |    | Haningeleden                                              | 707                                             |
|  |    | Garnisonsrondellen                                        | 707, 709                                        |
|  |    | Lambohovsleden                                            | 709 med Lambohovsrondellen och korsning med 708 |
|  |    | korsningen Lambohovsleden/Universitetsvägen               | 709, 5030                                       |
|  |    | Universitetsvägen                                         | 5030                                            |

Vissa vägar i listan ovan ingår inte i sin helhet.